# 發自內心的烏魯魯宣言

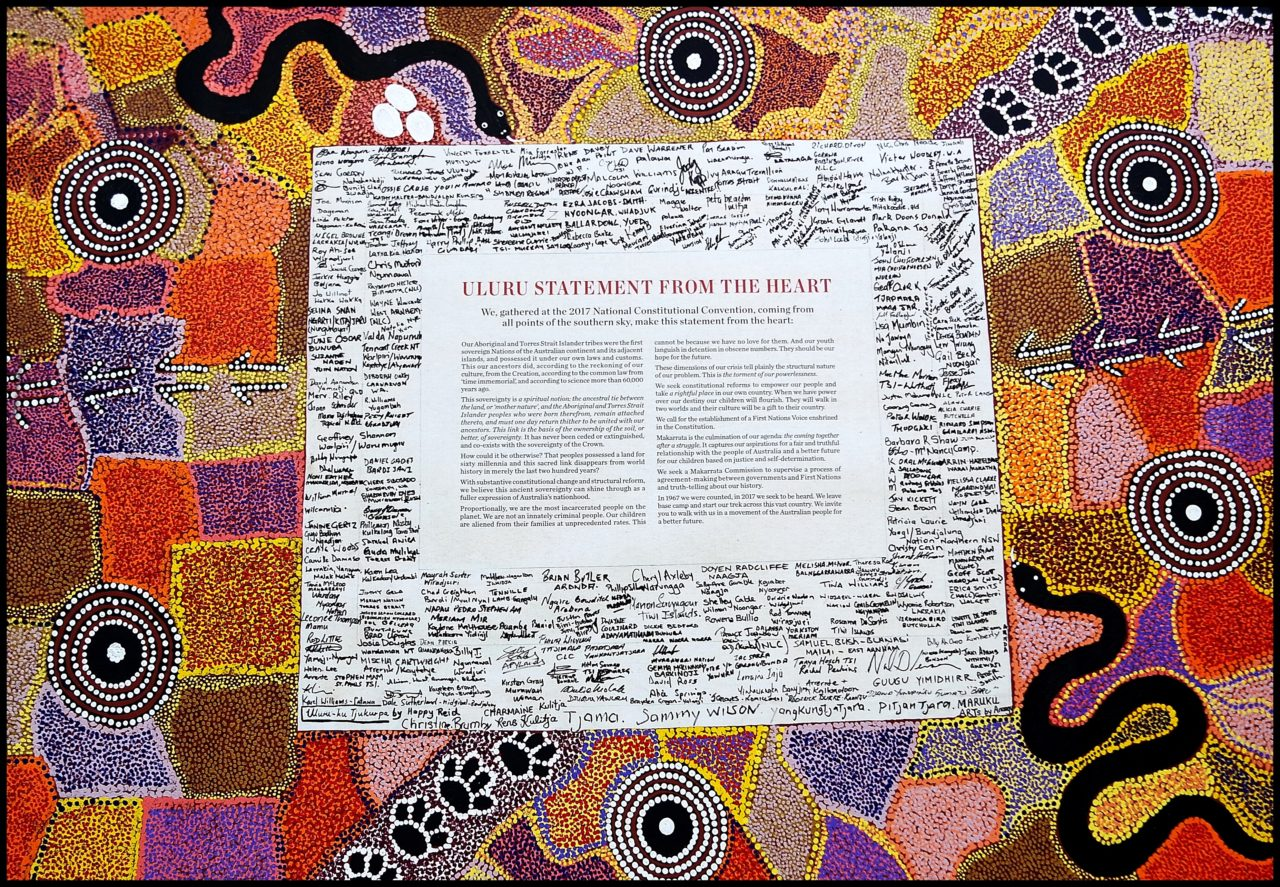
發自內心的烏魯魯宣言，2017年5月，澳洲中部原住民大會

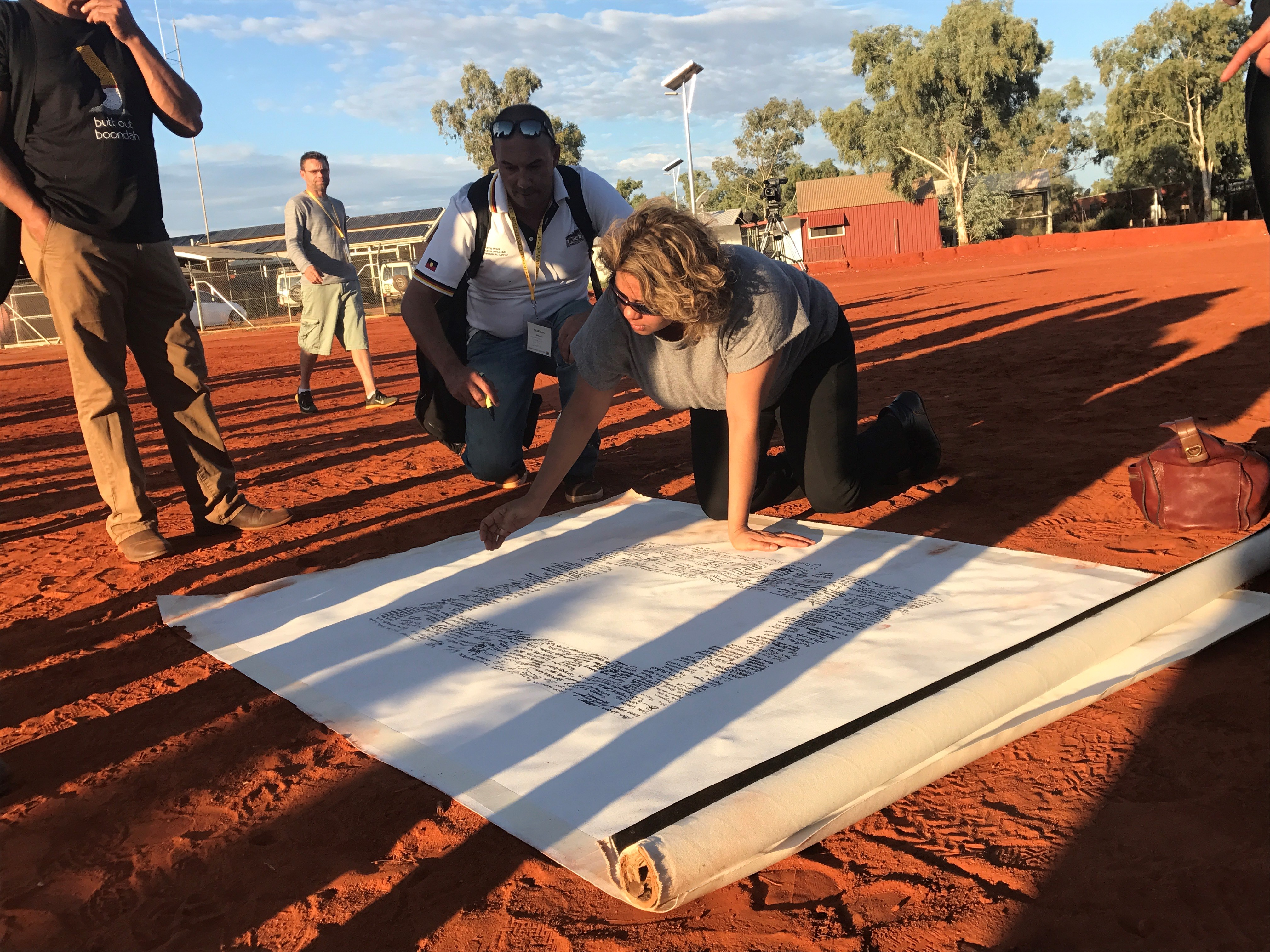
Yothu Yindi首席执行官Denise Bowden在澳大利亚中部签署“发自内心的乌鲁鲁宣言”

《發自內心的烏魯魯宣言》（Uluru Statement from the Heart），又譯《发自肺腑的乌魯鲁宣言》，是澳大利亚原住民领袖于2017年提出修改澳大利亚宪法，以提高澳大利亚原住民代表性的请愿书。
2017年5月26日，第一民族全国制宪会议（First Nations National Constitutional Convention）的代表发布該宣言，会议在中澳大利亚的乌鲁鲁附近举行了四天。该大会是在2015年12月由時任总理麥爾坎·譚保和反对党领袖比爾·薛頓于2015年12月7日任命的16名成员的全民投票委员会在全国各地旅行并会见了1,200多人之后举行的。會後，其發布了是次宣言，呼吁在澳大利亚宪法中建立「第一民族之声」（First Nations Voice），并要求设立马卡拉塔委员会（Makarrata Commission）来监督澳大利亚政府与原住民和托雷斯海峡岛民之间“达成协议”和讲真话的过程。 
该宣言引用了1967年澳大利亞公投（原住民）第二部分，该公投通过后，澳大利亚宪法進行了修改，将原住民和托雷斯海峡岛民纳入人口统计，赋予澳洲联邦政府为澳大利亚原住民制定法律的权力。
2017年10月，時任总检察长乔治·布兰迪斯和原住民事務部长奈格爾·斯卡良拒绝了这一宣言，认为「激进的」宪法改革不会得到大多数澳大利亚人的支持。 2022年5月，工党领袖安东尼·艾班尼斯在2022年聯邦大选中获胜後，批准了此《乌鲁鲁宣言》并承诺全面实施。然而，随后的全民公投否决了这一提案。

## 參看
- 《烏魯魯宣言》全文中文版 （页面存档备份，存于）

- 《烏魯魯宣言》全文英文版 （页面存档备份，存于）
- 《烏魯魯宣言》官方網站 （页面存档备份，存于）